# Astragalus ziaratensis
Astragalus ziaratensis är en ärtväxtart som beskrevs av Dieter Podlech. Astragalus ziaratensis ingår i släktet vedlar, och familjen ärtväxter. Inga underarter finns listade i Catalogue of Life.